# Stearns County
Stearns County is een county in de Amerikaanse staat Minnesota.
De county heeft een landoppervlakte van 3.482 km² en telt 133.166 inwoners (volkstelling 2000). De hoofdplaats is St. Cloud.

## Bevolkingsontwikkeling

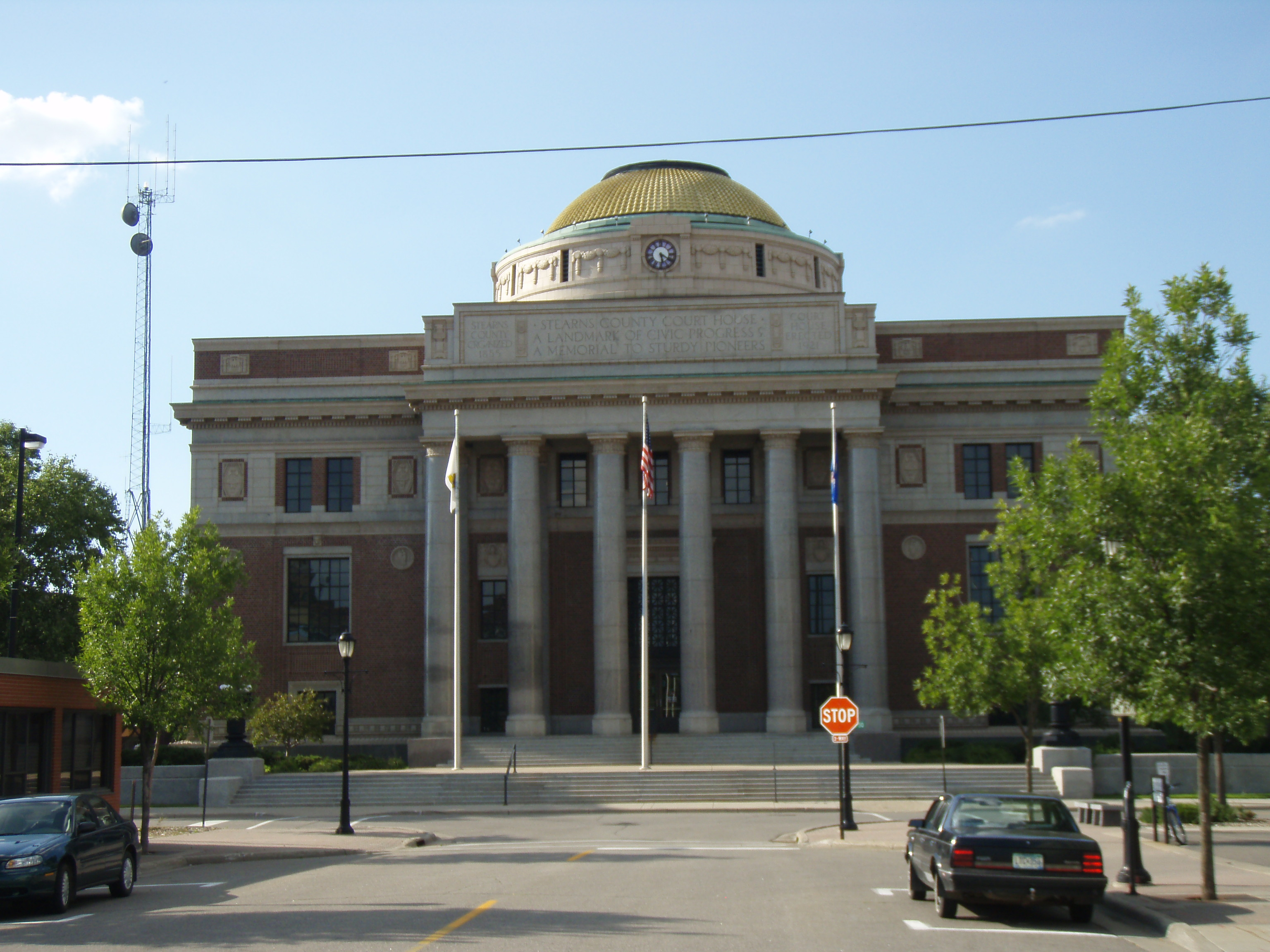
Stearns County Courthouse